# WWE Raw 1000
RAW 1000 fue un episodio especial del programa estadounidense Monday Night RAW, qué celebraba su episodio 1000 del show de la WWE, el cual es considerado cómo un evento PPV. Este show fue el que obtuvo el mejor de RAW. El episodio comenzó también el formato permanente de 3 horas de show, que había sido previamente reservado sólo para los episodios especiales. El evento se celebró en el Scottrade Center de St. Louis, Missouri. El espectáculo presentó al actor Charlie Sheen (vía Skype) que actuaba como invitado especial, así como varios miembros del salón de la fama y las leyendas del pasado.

## Argumento
El show comenzó con un video que muestra la historia de la WWE. Vince McMahon presentó el show, agradeciendo a la audiencia para hacer el aniversario del episodio 1000thº de Raw, antes de la introducción de D-Generation X (Triple H y Shawn Michaels). revelaron otros antiguos miembros de DX (X-Pac, Road Dogg y Billy Gunn) a bordo de un jeep del ejército. El grupo se reunió pero fue interrumpido por Damien Sandow, DX lo atacó con un Sweet Chin Music de Michaels seguido de un Pedigree de Triple H.
La primera lucha de la noche fue entre Sheamus, Rey Mysterio y Sin Cara vs Alberto Del Rio, Dolph Ziggler y Chris Jericho. Ziggler atacó a su propio compañero Chris Jericho, lo que lo llevó a una Brogue Kick de Sheamus ganando la lucha.
Después, hubo un segmento de backstage con AJ Lee, Layla El, Jim Duggan, Roddy Piper, R-Truth y Mae Young.
La próxima lucha fue de Brodus Clay que rápidamente derrotó a Jack Swagger. Después Mick Foley (como Dude Love) realizó su firma del Sr.Socko sobre Swagger y bailó con Clay y Cameron y Naomi. Entre bastidores, DX interrumpió una sesión de yoga entre Trish Stratus y Triple H.
Luego vino la boda de AJ y Daniel Bryan. Antes de que los votos se pudo completar, AJ reveló que no le había dicho sí a Bryan, después apareciendo Vince McMahon quien la convirtió en la nueva Gerente General de Raw. Bryan se quedó en el ring descargando su frustración por la destrucción de los accesorios de la boda y tirarlos fuera del ring. CM Punk salió a enfrentar a Bryan y este declaró que él era el luchador más grande de todos los tiempos, ya que Punk fue The Best in the World. The Rock hizo su regreso (su primera aparición en Raw desde la noche después de su combate contra John Cena en WrestleMania XXVIII). The Rock reveló que iba a luchar por el Campeonato de la WWE en el Royal Rumble contra quien fuera el actual Campeón de la WWE. Luego atacó a Bryan con un Rock Bottom.
Bret Hart salió como el locutor invitado para el próximo combate, el Campeonato Intercontinental de la WWE entre el campeón Christian y The Miz. The Miz derrotó a Christian ganando el campeonato. Luego Triple H volvió a llamar a Brock Lesnar (que anteriormente atacó a Triple H y le rompió el brazo con la Kimura en un episodio de Raw Supershow). Triple H amenazó a Paul Heyman quien respondió haciendo referencia a los hijos de Triple H. La esposa de Triple H Stephanie McMahon salió y dijo que las demandas llevadas a cabo por Heyman eran una tapadera para sus fracasos como empresario en WCW, ECW y WWE, lo llamó un parásito profesional, lo que provocó que aceptara la lucha en nombre de Lesnar. Después Heyman de nuevo hizo un comentario acerca de los hijos de HHH, Stephanie lo atacó físicamente hasta que Lesnar salió y atacó a Triple H.
Howard Finkel hizo una aparición especial para presentar a Heath Slater (que había perdido varias luchas con el regreso de varias leyendas en las semanas previas a Raw 1000), quién desafió a cualquier leyenda de la WWE en backstage para un combate. Lita respondió al desafío de Slater, y contrató a la APA para que la protegieran, Como Slater trató de escapar, todas las leyendas que se habían enfrentado previamente lo persiguieron de nuevo en el ring, donde fue golpeado con un Twist of Fate de Lita, la Clothesline from Hell de JBL y un Litasault de Lita ganando la lucha.
Kane fue programado para hacer frente a Jinder Mahal en una lucha, pero Camacho, Hunico, Drew McIntyre, Tyler Reks y Curt Hawkins. salieron a atacar a Kane, pero The Undertaker volvió y junto a Kane atacaron a Mahal y sus seguidores, con un doble Chokeslam y un Tombstone.
El evento principal fue entre John Cena y CM Punk con Cena haciendo efectivo su maletín del Money in the Bank, que había ganado dos semanas antes en el Money in the Bank, por el Campeonato de la WWE. después Punk y el árbitro chocarón, dejando al árbitro inconsciente en el suelo. en eso, Big Show entró al ring atacando a Cena. Cena dio marcha atrás, fallando ambos la GTS y el STF. Show volvió una vez más y atacó a Cena, lo que resulta en una victoria por DQ para Cena (y ya que el campeonato no cambia de manos en un DQ, esto hizo que Cena fuese el primer Mr. Money in the Bank en no lograr ganar un Campeonato). antes de que Punk saliera del ring. The Rock entró al ring a ayudar a Cena, atacando a Show y tratar de aplicar un Elbow Popular, pero fue atacado por Punk que lo golpeó y le aplicó una GTS cambiando a Heel, acabando el Show.

## Resultados
- Sin Cara, Rey Mysterio & Sheamus derrotaron a Chris Jericho, Alberto Del Rio & Dolph Ziggler (con Ricardo Rodríguez & Vickie Guerrero). (6:40)
  - Sheamus cubrió a Jericho después de un golpe de Ziggler y un "Brogue Kick".
  - Durante la lucha, Ziggler traicionó a su equipo cuándo atacó a Jericho.
- Brodus Clay (con Cameron, Naomi & Dude Love) derrotó a Jack Swagger. (00:15)
  - Clay cubrió a Swagger después de un "Ah Funk It!"
- The Miz derrotó a Christian ganando el Campeonato Intercontinental. (7:49)
  - The Miz cubrió a Christian después de un "Skull Crushing Finale".
- Lita (con The Acolytes Protection Agency (John "Bradshaw" Layfield & Ron Simmons), Road Warrior Animal, Vader, Sycho Sid, Diamond Dallas Page, Doink The Clown, Bob Backlund, Sgt. Slaugher, Roddy Piper & Rikishi) derrotó a Heath Slater en un No Disqualification, No Count Out Match. (01:54)
  - Lita cubrió a Slater después de un "Clothesline From Hell" de Layfield y un "Litasault".
  - Durante la lucha, The Acolytes Protection Agency, Animal, Vader, Sid, Page, Doink, Backlund, Sgt. Slaugher, Piper & Rikishi interfirieron a favor de Lita.
  - Después de la lucha, Lita celebró junto con el resto de las leyendas de la WWE.
- John Cena derrotó al Campeón de la WWE CM Punk por descalificación. (21:40)
  - Punk fue descalificado luego de que The Big Show atacara a Cena.
  - Después de la lucha, Show continuó atacando a Cena, pero The Rock hizo su regreso a la WWE, atacando a Show, e intentó aplicarle un "People's Elbow", pero Punk le aplicó un "Flying Clothesline" y un "Go To Sleep" cambiando a heel.
  - Cena hizo efectiva su oportunidad del WWE Championship Money in the Bank.

## Recepción
El episodio tuvo una audiencia récord en TV y fue el programa más visto de WWE en 10 años. El espectáculo fue visto por 6,30 millones de espectadores, la primera vez que había cruzado la marca 6 millones fue en junio de 2009. También se convirtió en el Raw de tres horas más visto en la historia y el programa más visto en televisión por cable. También rompió varios récords de medios de comunicación social cómo Twitter. Muchos fanes se quejaron de que faltaron leyendas como Edge y Stone Cold Steve Austin. Austin comentó en Twitter al día siguiente diciendo que él no podía volar a Raw debido a una cirugía de rodilla.